# Льевен-Нор
Льевен-Нор (фр. Liévin-Nord) — упраздненный кантон во Франции, регион Нор-Па-де-Кале, департамент Па-де-Кале. Входил в состав округа Ланс.
В состав кантона входили коммуны (население по данным Национального института статистики за 2009 г.):
- Грене (6 637 чел.)
- Льевен (14 457 чел.) (частично)

## Политика
На президентских выборах 2012 г. жители кантона отдали в 1-м туре Франсуа Олланду 35,4 % голосов против 30,8 % у Марин Ле Пен и 11,5 % у Николя Саркози, во 2-м туре в кантоне победил Олланд, получивший 69,7 % голосов (2007 г. 1 тур: Сеголен Руаяль — 30,6 %; Саркози — 17,2 %. 2 тур: Руаяль — 64,0 %). На выборах в Национальное собрание в 2012 г. по 12-му избирательному округу департамента Па-де-Кале они в 1-м туре отдали большинство голосов — 34,3 % — действовавшему депутату, мэру Льевена Жану-Пьеру Кюшеда, выступавшему на этих выборах в качестве независимого левого кандидата, но в целом по округу он не смог выйти во 2-й тур, где победил кандидат Социалистической партии Николя Бэ, набравший 59,1 % голосов. (2007 г. Жан-Пьер Кюшеда (СП): 1 тур — 52,8 %, 2 тур — 59,5 %). На региональных выборах 2010 года в 1-м туре победил список социалистов, собравший 43,1 % голосов против 18,6 % у Национального фронта, 13,4 % у коммунистов и 6,1 % у списка «правых». Во 2-м туре единый «левый список» с участием социалистов, коммунистов и «зелёных» во главе с Президентом регионального совета Нор-Па-де-Кале Даниэлем Першероном получил 66,5 % голосов, Национальный фронт Марин Ле Пен занял второе место с 23,8 %, а «правый» список во главе с сенатором Валери Летар с 9,7 % финишировал третьим.
|  | Кандидат     | Партия                  | % голосов |
|  | ------------ | ----------------------- | --------- |
|  | Мишель Ларде | Социалистическая партия | 100,00    |

|  | Кандидат       | Партия                  | % голосов |
|  | -------------- | ----------------------- | --------- |
|  | Мишель Ларде   | Социалистическая партия | 44,58     |
|  | Даниель Бретон | Коммунистическая партия | 36,74     |
|  | Роже Фрюшар    | Национальный фронт      | 10,44     |
|  | Элен Отт       | Зеленые                 | 8,24      |